# Pierres de Belogradtchik

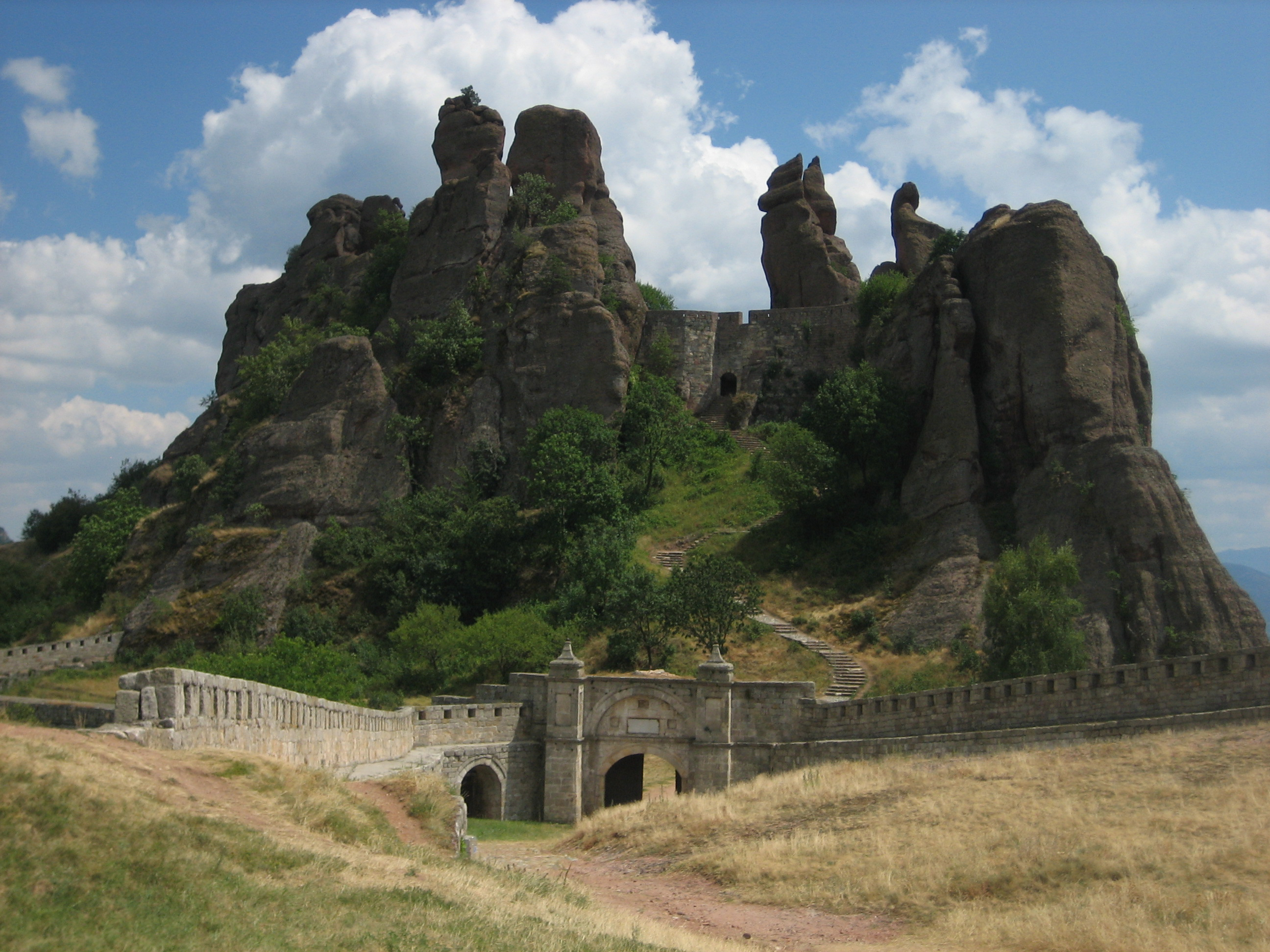
Pierres de Belogradchik

Les pierres de Belogradtchik ou roches de Belogradtchik (en bulgare : Белоградчишки скали, translittération scientifique internationale Belogradčiški skali) sont un groupe de formations de grès, de calcaire et de conglomérat de forme particulières situés dans le Grand Balkan près de la ville de Belogradtchik — dont elle prend le nom — au nord-ouest de la Bulgarie.
La couleur des roches varie de l'ocre au jaune et certaines atteignent jusqu'à 200 mètres de hauteur.
Intérêt touristique régional majeur, elles ont été ajoutées à la liste indicative du patrimoine mondial.

## Site de tournage
La vidéo du titre Crying of the Sun, du groupe de metal symphonique, Metalwings a été tournée en 2015 à Belogradchik